# Asparagus sarmentosus
Asparagus sarmentosus — вид рослин із родини холодкових (Asparagaceae).

## Середовище проживання
Ареал: Бангладеш, Індія.